# Barrie Mabbott
Barrie Mabbott est un rameur néo-zélandais né le 19 novembre 1960 à Carterton.

## Biographie
Barrie Mabbott participe à l'épreuve de quatre avec barreur aux Jeux olympiques d'été de 1984 à Los Angeles avec comme partenaires Brett Hollister, Ross Tong, Don Symon et Kevin Lawton. Les cinq néo-zélandais remportent la médaille de bronze.